# Implanteerbare cardioverter-defibrillator

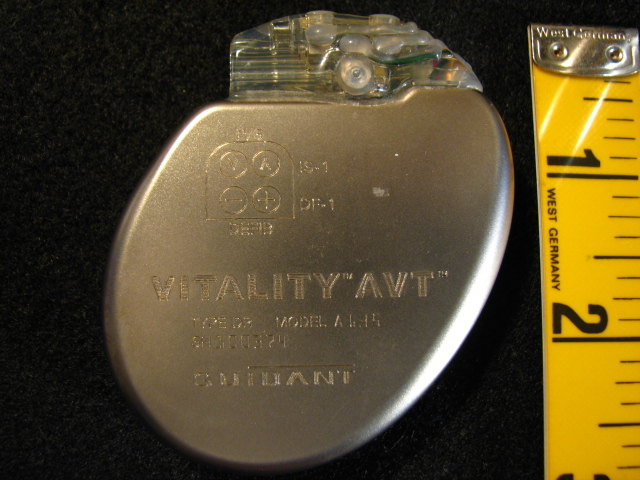
Icd

Een implanteerbare cardioverter-defibrillator (icd) is een inwendige defibrillator. Dit is een apparaat dat een elektrische schok aan het hart kan geven in het geval van een levensbedreigende hartritmestoornis. De patiënt krijgt de schok, anders dan bij een defibrillatie van buiten, nu van binnenuit toegediend. Moderne icd's hebben ook de functies van een pacemaker. Bovendien kunnen bepaalde icd's functioneren als biventriculaire pacemaker.

## Werking
Een icd bewaakt continu het hartritme. Zolang dat binnen normale grenzen ligt, doet de icd niets. Wordt het hartritme te traag (afhankelijk van de instelling, meestal kleiner dan 40-45 slagen per minuut) dan gaat hij net als een pacemaker het hart met niet-voelbare elektrische pulsjes stimuleren.

Bij een hoge hartslag is de actie van de icd afhankelijk van de instelling. De volgende drie verschillende hartfrequentiezones zijn in te stellen:
- VT(ventrikeltachycardie)-monitorzone: in deze hartfrequentiezone registreert de icd het elektrocardiogram en bewaart dit zodat dit later kan worden uitgelezen en beoordeeld, maar er volgt geen actie. Deze zone kan al dan niet ingesteld worden. De zone wordt meestal ingesteld ergens tussen 140 tot circa 200 hartslagen per minuut en heeft een onder- en bovengrens, waarbij de bovengrens niet met de andere zones mag overlappen.
- VT-therapiezone: in de hartfrequentiezone zal de icd het elektrocardiogram registreren en zal de software analyseren of sprake is van een ventrikeltachycardie óf een ritmestoornis die niet afkomstig is uit de ventrikels, te weten een supraventriculaire tachycardie (SVT). Het algoritme dat gebruikt wordt om dit onderscheid te maken, verschilt per icd-firma en per icd-type. Als volgens het algoritme sprake is van een SVT, zal de icd het elektrocardiogram wel bewaren maar geen actie ondernemen. Is volgens het algoritme sprake van een VT, dan volgt een therapie. Er zijn twee mogelijke therapieën. Doorgaans zal de icd zo zijn ingesteld dat eerst zal worden overpaced, dit heet anti-tachy-pacing (ATP): de icd geeft dan gedurende enkele seconden niet-voelbare pulsjes af met een frequentie die ongeveer 15-20% sneller is dan het actuele hartritme. Dit heeft als doel het hartritme over te nemen, zodat na staken van het hartritme de ventrikeltachycardie stopt. Een dergelijke actie kan meermaals worden herhaald met verschillende frequenties. Een ventrikeltachycardie kan zo in circa 85% van de gevallen worden beëindigd zonder een shock af te hoeven geven. Is dit onsuccesvol, of, zoals soms voorkomt, leidt dit protocol tot een versnelling naar een hartritme dat boven de VT-therapiezone valt, dan volgt een icd-schok. Bij een icd-schok wordt doorgaans met circa 40 J een schok afgegeven. Een dergelijke schok kan binnen één cyclus doorgaans maximaal zes tot acht keer worden herhaald. De VT-therapiezone wordt meestal ingesteld ergens tussen 170 tot 240 hartslagen per minuut en heeft een onder- en bovengrens die niet mag overlappen met de andere twee zones.
- VF(ventrikelfibrilleren)-zone: als de hartfrequentie binnen deze zone valt, zal de icd actie ondernemen. De icd zal binnen deze zone niet discrimineren tussen de verschillende mogelijke ritmestoornissen. Bovendien zal de icd niet uitgebreid gaan overpacen. De icd zal direct de condensator laden, nodig om een schok te geven, en na een ritmecheck direct een schok afgeven. Veel soorten icd's kunnen zó worden ingesteld dat tijdens of vóór het laden eenmalig een ATP wordt afgegeven. Deze zone wordt meestal ingesteld boven 220 tot 250 hartslagen per minuut en heeft alleen een ondergrens die niet mag overlappen met de andere zones.

Een icd-schok is een krachtige elektrische puls van circa 40 joule die in bijna 100% van de gevallen ernstige hartritmestoornissen beëindigt. Bij een ernstige hartritmestoornis is er sprake van onvoldoende bloedcirculatie en verliest de patiënt binnen seconden volledig of gedeeltelijk het bewustzijn.
Men spreekt van een onterechte schok wanneer de icd een schok geeft, zonder dat er sprake was van een levensbedreigende ritmestoornis. Een schok, terecht of onterecht, kan door een niet-bewusteloze patiënt als pijnlijk worden ervaren.

## Indicaties
De indicaties zijn in te delen in 2 groepen, namelijk uit profylactisch oogpunt en uit therapeutisch oogpunt.
Profylactisch betekent dat er een sterk verhoogd risico is op het ontstaan van ventrikelfibrilleren, maar dit nog nooit heeft plaatsgevonden. Therapeutisch betekent dat er al een levensbedreigende kamerritmestoornis is geweest, hetzij ventrikelfibrilleren hetzij een symptomatische ventrikeltachycardie. 
Profylactische indicaties
- Patiënten met een doorgemaakt hartinfarct met een linkerventrikelejectiefractie (LVEF) van ≤ 35% en een NYHA-klasse van ten minste II. (Ejectiefractie betekent: het percentage bloed dat per slag wordt uitgepompt. Normaal is dit circa 60%).
- Patiënten met een niet-ischemische cardiomyopathie met een linkerventrikelejectiefractie van ≤ 35% en een NYHA-klasse van ten minste 2.
- Zeldzame aangeboren of verworven elektrische hartziekten of hartspieraandoeningen met een hoge kans op ventrikelfibrilleren, zoals een lange-QT-syndroom, syndroom van Brugada, aritmogene rechterkamerdysplasie, of hypertrofische obstructieve cardiomyopathie, mits daarbij sprake is van een of meer, per aandoening verschillende, risicofactoren, zoals een onbegrepen syncope of de aanwezigheid van non-sustained (kortdurende en asymptomatische) ventrikeltachycardiën.
- Bij het syndroom van Brugada en een aritmogene rechterkamercardiomyopathie: een onbegrepen syncope in combinatie met middels elektrofysiologisch onderzoek opwekbare ventriculaire ritmestoornissen gepaard gaande met hemodynamische instabiliteit.

Therapeutische indicaties
- Syncope die het gevolg is van een gedocumenteerde ventrikeltachycardie of ventrikelfibrilleren zonder corrigeerbare oorzaak.
- Induceerbare langdurige ventrikeltachycardie leidend tot hemodynamische instabiliteit.

## Levensduur
De levensduur van huidige icd's is ongeveer 8 tot 10 jaar. De levensduur is afhankelijk van het aantal afgegeven schokken en het aantal overige therapieën die de icd geeft (pacen en overpacen). De levensduur wordt bepaald door de batterij. Vervangen van de batterij is niet mogelijk, de hele icd moet dan vervangen worden. De elektroden die van het hart naar de generator lopen, kunnen doorgaans blijven zitten en worden met één of meer schroefjes bevestigd aan de kop (header) van de nieuwe generator.

## Nieuwe ontwikkelingen
Nog nieuwer zijn de subcutane icd's (s-icd's). Doordat icd-batterijen steeds krachtiger worden, hoeft de icd niet meer met draden naar het hart aangebracht te worden. Dit voorkomt gevaarlijke infectieproblemen, aangezien de icd en de elektroden zich dan tussen de ribben en de huid bevinden. Daardoor wordt de operatie een stuk eenvoudiger. Een icd wordt tegenwoordig veelal onder plaatselijke verdoving geplaatst.
Sinds een aantal jaren zijn er diverse soorten bescherming voor de icd op de markt. Het dragen van bescherming voorkomt zowel lichamelijk letsel als eventuele schade aan de icd (bedrading) bij het beoefenen van sport en andere activiteiten. Bekende merken voor icd-bescherming zijn bijvoorbeeld Vital Beat, Paceguard en Pace-Pro.